# کرسپینا
کرسپینا (به ایتالیایی: Crespina) یک منطقهٔ مسکونی در ایتالیا است که در Crespina Lorenzana واقع شده‌است. کرسپینا ۶۴۰ نفر جمعیت دارد و ۸۶ متر بالاتر از سطح دریا واقع شده‌است.

## خواهرخوانده
شهر استیتن آیلند خواهرخواندهٔ کرسپینا هست.